# Micrapate albertiana
Micrapate albertiana là một loài bọ cánh cứng trong họ Bostrichidae. Loài này được Lesne miêu tả khoa học năm 1943.